# بیلینگز (اکلاهما)
بیلینگز(به انگلیسی: Billings) شهری در ایالت اکلاهما کشور ایالات متحده آمریکا است که جمعیت آن در سرشماری سال ۲۰۱۰ میلادی، ۵۰۹ نفر بوده‌است.